# Faculdade de Administração, Ciências Contábeis e Ciências Econômicas da Universidade Federal de Goiás
A Faculdade de Administração, Ciências Contábeis e Ciências Econômicas da Universidade Federal de Goiás (FACE/UFG) é uma instituição pública de ensino, pesquisa e extensão, localizada no Campus Samambaia, em Goiânia. A FACE oferta cursos de graduação e pós-graduação na área das ciências sociais aplicadas à gestão.

## História
A FACE nasceu de uma iniciativa da Escola de Agronomia de criar um curso de graduação em Economia do Agronegócio. O Conselho Universitário da UFG, ao receber a proposta, e motivado pelas oportunidades geradas pelos aportes de recursos do REUNI, optou por criar uma unidade acadêmica com fins de preencher um déficit que a universidade possuía na área das ciências sociais.
Em 2005, o Bacharelado em Ciências Econômicas inicia suas atividades, ainda nas dependências da Escola de Agronomia, enquanto em 2006 os cursos de Administração e Ciências Contábeis recebem seus primeiros discentes.
Em 2010, a FACE é formalizada como nova unidade acadêmica, operando em uma sede própria situada no Campus Samambaia.